# جان كرزيستوف بيليكي
جان كرزيستوف بيليكي (بالبولندية: Jan Krzysztof Bielecki )‏ (و. 1951  م) هو اقتصادي، وسياسي، ومصرفي بولندي، ولد في بيدغوشتش.

## مناصب
تولى منصب عضو سيم ‏.

## التعليم
تعلم في جامعة غدانسك.

## جوائز
حصل على جوائز منها:
- نيشان فرسان العقاب الأبيض
- Bene Merito honorary badge [الإنجليزية]‏
- وسام جوقة الشرف من رتبة ضابط أكبر.